# Obana vinosa
Obana vinosa là một loài bướm đêm trong họ Noctuidae.